# Robert Seguso
Robert Seguso, född den 1 maj 1963 i Minneapolis, är en amerikansk tennisspelare.
Han tog OS-guld i herrarnas dubbelturnering i samband med de olympiska tennisturneringarna 1988 i Seoul.